# یلیزاوتا بوچکاریووا
یلیزاوتا بوچکاریووا (اوکراینی: Єлизавета Бочкарьова؛ زادهٔ ۵ مهٔ ۱۹۷۸) دوچرخه‌سوار اهل اوکراین است.

## حرفه
وی همچنین از دوچرخه‌سواران بازی‌های المپیک تابستانی ۲۰۱۲ بوده است.